# 北京市顺义牛栏山第一中学
北京市顺义牛栏山第一中学（Beijing Shunyi Niulanshan First Secondary School），简称牛栏山一中或牛山一中，建于1950年，是以明代古刹元圣宫为校址创办的学校，校址位于北京市顺义区牛栏山镇育才大街一号。该校于1963年与1968年被确定为北京市重点中学，2001年被评为北京市首批示范高中校。牛栏山一中已经建立包含小学部、初中部、高中部及国际部，拥有7000多名师生和4个校区的牛栏山一中教育集团。2017年，新东方网将其评定为中国高中百强之一，并在北京市10个非城区区县中排名第一。

## 历史沿革
1950年 河北省顺义县人民政府选用元圣宫为校址创办河北省顺义县初级中学；
1951年 更名为河北省顺义县第一中学；
1958年 顺义县划入北京市，更名为北京市顺义县牛栏山中学；
1963年 被确定为北京市市属重点中学；
1978年 更名为顺义县牛栏山第一中学，再次评定为北京市重点中学；
1998年 更名为北京市顺义牛栏山第一中学；
2001年 被首批评定为北京市示范性普通高中。

## 办学规模
牛栏山一中位于北京顺义牛栏山镇境内，总占地面积282亩，总建筑面积13.5万平方米。本部的校园设施包括教育楼、科技楼、综合楼、图书馆、体育馆、连廊博物馆（包括生物、历史、青春、宇宙四个馆）、艺术楼（含千人礼堂）、名师堂（办公楼）、报告厅和学生综合服务中心（食堂）；实验设施包括物理、化学、生物实验室和数学建模实验室、通用技术设计室和操作室、物联网实验室、车模教室、航模教室、天文台等；该校校园建设目标是“学园、乐园、家园、公园”一体的“学苑小镇”。

## 教育集团
牛栏山一中教育集团成员包括
- 牛栏山一中（本部，含初三至高三）
- 牛栏山一中实验学校（初中）
- 牛栏山一中西校区（高中）
- 牛栏山一中实验学校小学部